# Palais de Blenheim
Cet article concerne le palais ducal. Pour la résidence royale disparue, voir Palais de Woodstock.
Pour les articles homonymes, voir Blenheim.
Le palais de Blenheim (en anglais : Blenheim Palace) est un monumental château anglais  (Country House, résidence de campagne) située à Woodstock dans l'Oxfordshire en Angleterre. Siège des ducs de Marlborough, il s'agit de la seule résidence de campagne d'Angleterre qui ne soit ni royale ni épiscopale à porter le titre de « palace » (palais). Le palais, l'une des plus grandes demeures d'Angleterre, a été construit entre 1705 et 1722 et désigné site du patrimoine mondial de l'UNESCO en 1987.
Il est construit sur le domaine où était édifié le palais de Woodstock, résidence royale détruite au temps de la guerre civile. Il doit son nom au village bavarois de Blenheim, qui fut en 1704 le théâtre de la bataille de Höchstädt (ou bataille de Blenheim), et qui vit la victoire de la Grande Alliance menée par John Churchill, contre le royaume de France, durant la guerre de Succession d'Espagne. L'édifice était en effet à l'origine un cadeau destiné au duc, de la part du royaume d'Angleterre, en récompense de sa victoire militaire. Le terrain a été donné en cadeau et la construction a commencé en 1705, avec un soutien financier de la reine Anne. Le projet devint toutefois vite la source d'intrigues politiques, la Couronne annulant un soutien financier supplémentaire en 1712, lesquelles entraînèrent  l'exil volontaire de trois ans de Marlborough sur le continent, la disgrâce de la duchesse et un dommage irréparable pour la réputation de l'architecte, Sir John Vanbrugh.
Conçu dans un style baroque anglais typique rare et éphémère et pour cette raison très rare, le palais fait aujourd'hui l'objet d'appréciations aussi divergentes que dans les années 1720. La combinaison qu'il opère entre maison de famille, mausolée et monument national est en effet unique à plus d'un titre. Winston Churchill, petit-fils du septième duc de Marlborough, y naquit en 1874.
Après l'achèvement du palais, il est devenu la maison de la famille Churchill (plus tard Spencer-Churchill ) pendant les 300 années suivantes, et divers membres de la famille ont apporté des modifications aux intérieurs, au parc et aux jardins. À la fin du XIXe siècle, le palais a été sauvé de la ruine grâce aux fonds obtenus grâce au mariage du 9e duc de Marlborough avec l'héritière américaine des chemins de fer Consuelo Vanderbilt.
Le palais est monument classé Grade I sur la liste du patrimoine national d'Angleterre depuis août 1957.

## Histoire

### John Churchill
John Churchill nait dans le Devon. Même si sa famille a des liens aristocratiques, elle appartient à la petite noblesse plutôt qu’aux échelons supérieurs de la société du XVIIe siècle. En 1678, il épouse Sarah Jennings et en avril de la même année, est envoyé par Charles II (roi d'Angleterre) à La Haye pour négocier une convention sur le déploiement de l’armée anglaise en Flandre. La mission finalement échoue. En mai, il est nommé au grade temporaire de général de brigade, mais la possibilité d’une campagne continentale est éliminée avec les traités de Nimègue.
Quand Churchill rentre en Angleterre, le complot papiste vient de provoquer l'exil pour trois ans du duc d'York, le futur Jacques II. Le duc oblige les Churchill à le suivre, d'abord à la Haye, puis à Bruxelles. Pour service rendus durant la crise, John est fait en 1682 lord Churchill d'Eyemouth par la Pairie d'Écosse, et l'année suivante est nommé colonel du 1er régiment royal des Dragons.
À la mort de Charles II en 1685, son frère, le duc d'York lui succède sous le nom de Jacques II. Jacques avait été gouverneur de la compagnie de la Baie d'Hudson, la plus ancienne compagnie d'Amérique du Nord, établie par charte royale en 1670, et avec sa succession au trône, Churchill est nommé troisième gouverneur de la compagnie. Il est également affirmé Gentleman of the Bedchamber en avril et est admis à la pairie anglaise en tant que baron Churchill de Sandridge dans le comté de Hertfordshire en mai. À la suite de la rébellion de Monmouth, il est promu major général et devient colonel du troisième régiment des Life Guards.
Quand Guillaume III d'Orange-Nassau envahit l'Angleterre en novembre 1688, Churchill et ses 400 officiers et hommes se joignent à lui à Axminster. Quand le roi s'aperçoit de la trahison de Churchill, longtemps son fidèle et intime serviteur, il s'enfuit en France. Dans le cadre des honneurs du couronnement de Guillaume III, Churchill est créé comte de Marlborough, assermenté au conseil privé et nommé gentilhomme de la chambre du roi.
Pendant la guerre de Succession d'Espagne, Churchill se forge une solide réputation de commandant militaire compétent ; en 1702, il est élevé au duché de Marlborough. Pendant la guerre, il remporte une série de victoires, dont la bataille de Blenheim (1704), la bataille de Ramillies (1706), la bataille d'Audenarde (1708) et la bataille de Malplaquet (1709). Il devient un héros national et récolte de nombreux honneurs et récompenses. À la même période, il est, avec sa femme, très proche de la reine Anne. Pour sa victoire à Blenheim, la Couronne lui accorde, honneur suprême, la location du manoir royal de Hensington (situé sur le site de Woodstock)  pour construire un nouveau palais, avec un apport financier substantiel voté par le parlement pour sa réalisation. Le loyer ou petit serjeanty dû à la Couronne pour le terrain est fixé au peppercorn ou « redevance de poivre », un exemplaire du drapeau royal français à remettre au monarque chaque année à l'anniversaire de la bataille de Blenheim. Ce drapeau est exposé par le roi sur un bureau français du XVIIe siècle au château de Windsor.
La femme de Marlborough, Sarah Jennings, est, aux dires de tous, une personne acariâtre, mais dotée d'un grand charme. Elle devient très tôt une amie proche de la future reine Anne et, plus tard, maîtresse de la garde-robe, exerçant une grande influence sur la souveraine, aussi bien sur sa vie personnelle que politique. La relation entre la reine et Sarah se tend et après une dernière querelle en 1711, les versements pour la construction de Blenheim cessent. Pour des raisons politiques, les Marlborough s'exilent sur le continent jusqu'à leur retour le lendemain de la mort de la reine le 1er août 1714.

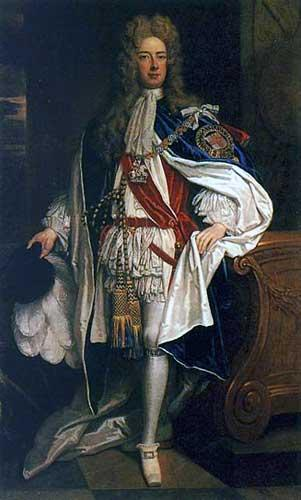
Godfrey Kneller, Portrait de John Churchill, 1er duc de Marlborough.
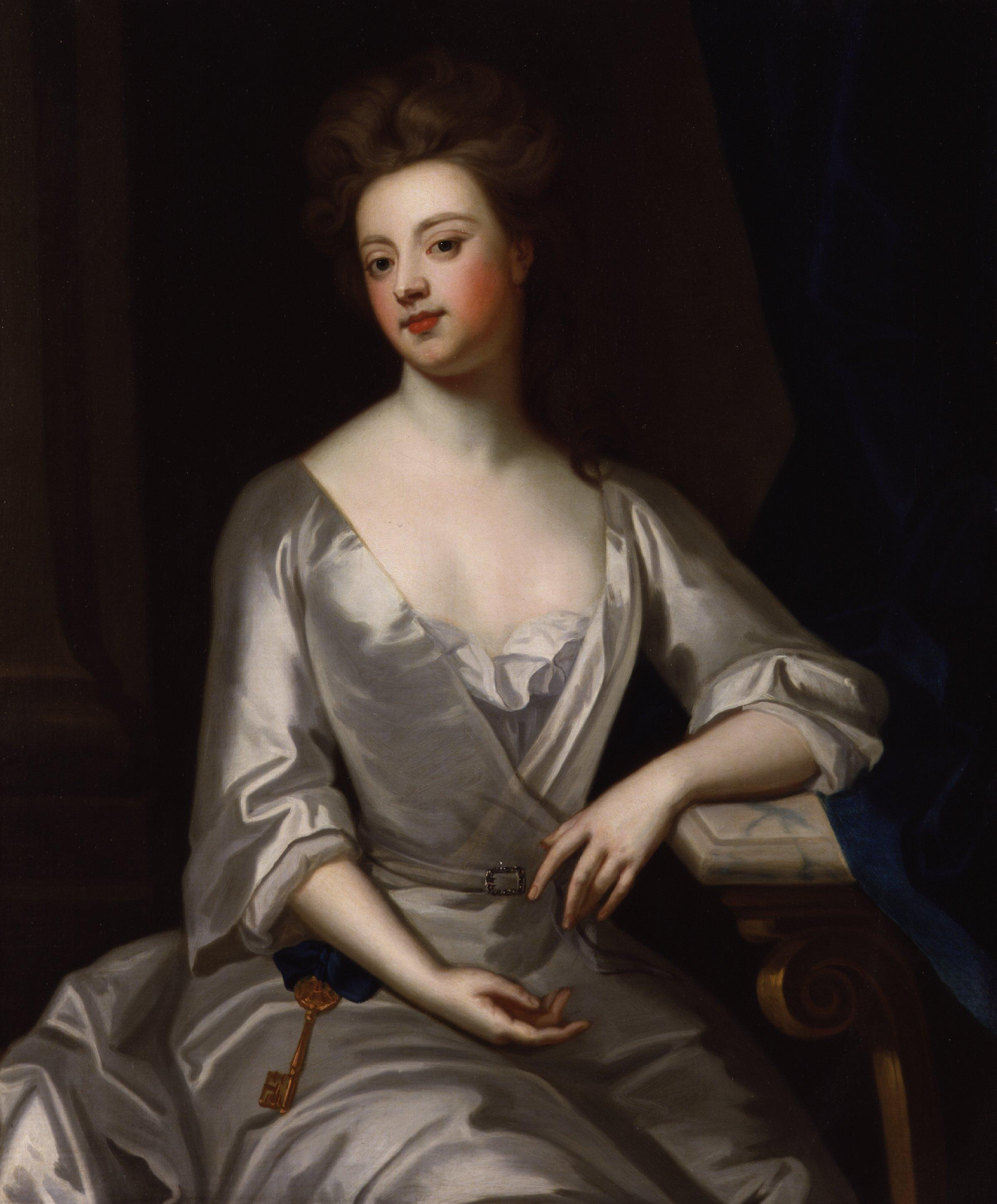
Godfrey Kneller, Portrait de Sarah Churchill, Duchesse de Marlborough.

### Domaine de Woodstock

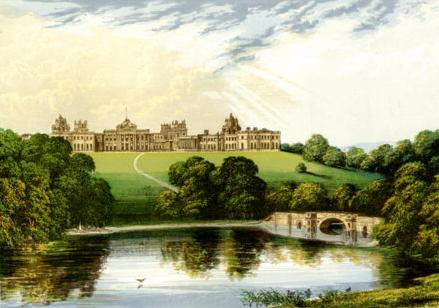
Gravure du palais de Blenheim.

Le domaine donné à Marlborough  par la nation pour le nouveau palais est le manoir de Woodstock, parfois appelé le palais de Woodstock, qui avait été un domaine de la Couronne, en réalité un peu plus qu'un parc aux cerfs. La légende a éclipsé ses origines. Henri Ier (roi d'Angleterre) a fermé le parc pour contenir les cerfs. Henri II y loge sa maîtresse Rosemonde Clifford (parfois connue sous le nom de « Fair Rosamund ») dans une « tonnelle et labyrinthe » ; des restes d'une source dans laquelle elle se serait baignée porte son nom.
Il semble que le pavillon de chasse, sans ostentation, ait été reconstruit à plusieurs reprises et ait eu une histoire sans incident jusqu'à ce qu'Élisabeth Ire (reine d'Angleterre), avant sa succession, y soit emprisonnée par sa demi-sœur Marie Ire (reine d'Angleterre) entre 1554 et 1555. Elizabeth avait été impliquée dans le complot de Thomas Wyatt le Jeune, mais son emprisonnement à Woodstock fut de courte durée. Le manoir reste dans l'anonymat jusqu'à ce qu'il soit bombardé et ruiné par les troupes d' Oliver Cromwell pendant la première révolution anglaise.
Lorsque le parc remanié des années plus tard par Sarah Jennings pour construire son palais, la duchesse veut que les ruines historiques soient démolies, tandis que John Vanbrugh, un des premiers défenseurs de l'environnement, souhaite qu'elles soient restaurées et transformées afin de les intégrer au paysage. La duchesse, comme si souvent dans ses conflits avec son architecte, l'emporte et les vestiges du manoir sont démolis.

### Architecte

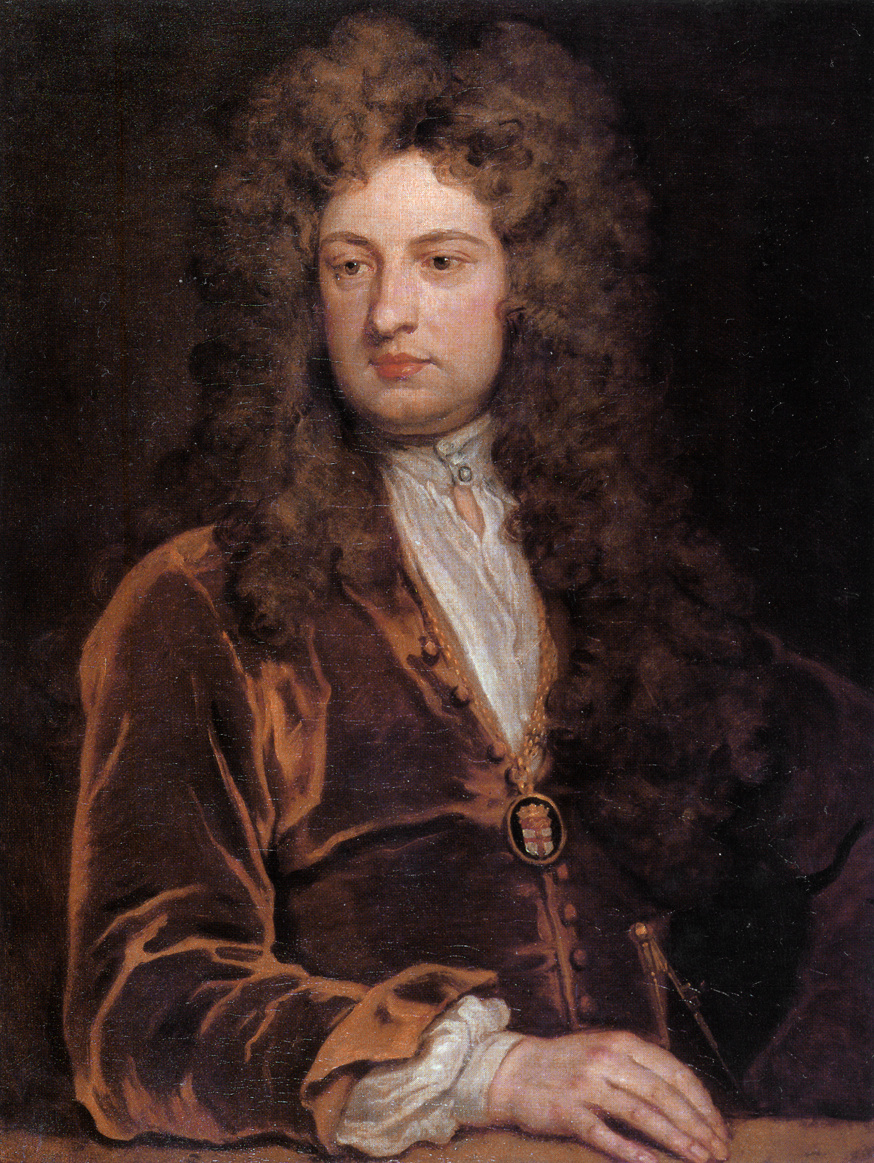
Godfrey Kneller, Portrait de Sir John Vanbrugh.

Le choix de l'architecte pour l'ambitieux projet est objet de controverse. La duchesse est connue pour favoriser Sir Christopher Wren, architecte célèbre de la cathédrale Saint-Paul de Londres et de nombreux autres bâtiments nationaux. Cependant, après avoir rencontré par hasard John Vanbrugh au théâtre, le duc le choisit séance tenante. Dramaturge populaire et architecte autodidacte, Vanbrugh collabore avec Nicholas Hawksmoor, architecte instruit ayant de l'expérience. Le duo a récemment livré les premiers plans du château Howard, une immense demeure du Yorkshire qui est l'une des premières demeures anglaises dans le style baroque européen flamboyant. Marlborough, impressionné, souhaite avoir le même style pour son palais.
Blenheim, cependant, n'apporte pas la renommée et les succès imaginés à son architecte. Les polémiques autour de son financement conduisent à des accusations d'extravagance et d'impraticabilité de la conception, bon nombre de ces accusations portées par les factions whigs au pouvoir. La duchesse, vexée de n'avoir pu obtenir Wren comme architecte, redouble de critiques envers Vanbrugh à toutes les étapes de la construction, aussi bien au niveau de la conception que de l'esthétique. Les problèmes découlent des demandes faites à l’architecte. La nation (qui est alors supposée, tant par l'architecte que par les propriétaires, payer les factures) souhaite faire du palais un monument, mais la duchesse veut non seulement un hommage à son mari, mais aussi une maison confortable, deux exigences difficilement compatibles compte-rendu de l'architecture du XVIIIe siècle. Dans les premiers temps de la construction du palais, le duc est fréquemment absent pour ses campagnes militaires et laisse la duchesse négocier avec Vanbrugh. Plus consciente que son mari de la précarité des aides financières, elle tente de refréner ses idées grandioses d'une manière arrogante, plutôt que de lui expliquer clairement la situation.
À la suite d'une dernière altercation, John Vanbrugh est renvoyé, Nicholas Hawksmoor achève les travaux. En 1719, alors que la duchesse est absente, il visite le palais en secret. Lorsque la femme de Vanbrugh visite Blenheim achevé comme membre du public en 1725, la duchesse lui refuse l'entrée, même dans le parc.
Le baroque massif et sévère de Vanbrugh à Blenheim n'a jamais vraiment plu et est rapidement remplacé par le Palladianisme. La réputation de Vanbrugh est irrémédiablement endommagée et il ne reçoit aucune autre commande publique vraiment importante. Pour sa dernière conception, Seaton Delaval Hall dans le Northumberland, qui est saluée comme son chef-d'œuvre, il emploie un style baroque plus raffiné qu'à Blenheim. Il meurt peu de temps avant son achèvement.

### Financement

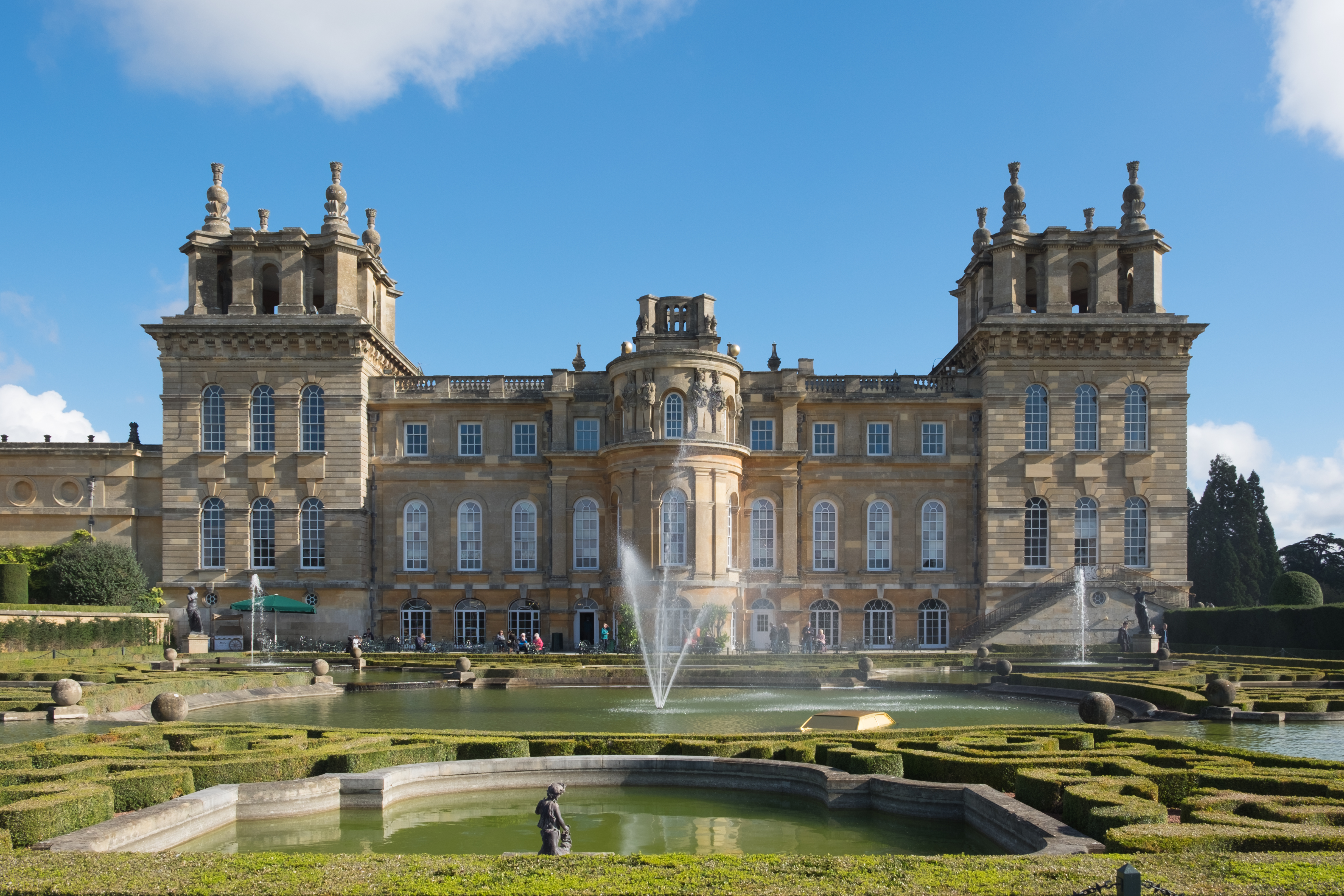
Façade ouest depuis les Water Terraces.

La responsabilité précise du financement du palais est un sujet discuté et non résolu à ce jour. Donner le palais comme récompense est discuté quelques mois après la bataille de Blenheim, à une époque où Marlborough remporte victoire sur victoire pour la gloire du pays. Que la nation reconnaissante, représentée par sa reine, ait l'intention de donner une maison à la hauteur de son héros est indiscutable, mais la nature et la taille de cette récompense sont controversées. Un mandat daté de 1705, signé par le trésorier parlementaire Sidney Godolphin, nomme Vanbrugh architecte et décrit ses attributions. Malheureusement pour les Churchill, ce document ne mentionne nulle part la reine ou la couronne. Cette erreur permet de suspendre le financement quand le coût financier et la polémique commencèrent à augmenter.
Au début des travaux, en 1705, le duc de Marlborough contribue à hauteur de 60 000 £ au coût initial de la construction, somme complétée par le Parlement pour lui permettre de construire un palais monumental. Le Parlement vote des fonds pour la construction de Blenheim, mais aucune somme exacte n'est mentionnée, ni provision pour l'inflation ou les dépenses hors budget. La somme exacte n'est mentionnée nulle part. Presque dès le début des travaux, la distribution des fonds est spasmodique. La reine Anne en paie certains, mais avec une réticence croissante et de fréquents écarts, à cause de ses altercations avec la duchesse. Après une nouvelle et dernière dispute en 1712, le versement de tout argent public cesse et les travaux s'arrêtent. 220 000 £ ont déjà été dépensés et 45 000 £ sont encore dus aux ouvriers. Les Marlborough sont contraints à l'exil sur le continent et ne reviennent qu'après la mort de la reine en 1714.
À leur retour, le duc et la duchesse retrouvent les faveurs de la cour. Le duc, âgé de 64 ans, décide de terminer le projet à ses propres frais. En 1716, les travaux reprennent, mais le projet repose entièrement sur les moyens limités du seul duc. L'harmonie sur le chantier est de courte durée, car en 1717, le duc subit un grave accident vasculaire cérébral et la duchesse économe prend le contrôle des finances. Elle s'en prend à l'architecte sur le coût croissant du palais, sa prodigalité, son style qu'elle n'a jamais aimé. Après une ultime altercation, celui-ci quitte le site en colère, insistant sur le fait que les nouveaux maçons, charpentiers et artisans, amenés par la duchesse, sont inférieurs à ceux qu'il avait employés. Ses maîtres artisans habituels, comme Grinling Gibbons, ont refusé de travailler au tarif que leur proposent les Marlboroughs. Les artisans employés par la duchesse, sous la direction du concepteur de meubles James Moore et de l'assistant de Vanbrugh Hawksmoor, achèvent le travail en imitant parfaitement les grands maîtres, prouvant ainsi que l'intransigeance de la duchesse valait bien celle de Vanbrugh.
Après la mort du duc en 1722, l'achèvement du palais et de son parc devient la principale ambition de la duchesse. Hawksmoor, est rappelé et conçoit en 1723 l'arc de triomphe, basé sur l'Arc de Titus. Il achève également la conception intérieure de la bibliothèque, les plafonds de nombreuses salles d'apparat et diverses autres pièces mineures et dépendances.
En baissant les salaires des ouvriers et en employant des matériaux de moins bonne qualité dans des endroits discrets, la duchesse parvient à achever la maison, hommage rendu à son défunt mari. La date finale d'achèvement n'est pas connue, mais en 1735, la duchesse marchande encore avec Rysbrack le coût de la statue de la reine Anne placée dans la bibliothèque. En 1732, la duchesse écrit: « La chapelle est finie et l'autre moitié du tombeau est prête à être commencée. ».

### Difficultés financières
À la mort du premier duc en 1722, ses deux fils étant décédés, sa fille Henrietta Godolphin lui succède. C'est une succession inhabituelle qui nécessite une loi spéciale du Parlement, car seuls les fils peuvent normalement succéder à un duché anglais. À la mort d'Henriette, le titre passe au petit-fils de Marlborough Charles Spencer (3e duc de Marlborough), comte de Sunderland, dont la mère était la deuxième fille de Marlborough, Anne Spencer (1683-1716).
Le 1er duc, en tant que soldat, n'était pas un homme riche et la fortune qu'il possédait a principalement été utilisée pour terminer le palais. En comparaison avec d'autres familles ducales britanniques, les Marlborough ne sont pas très riches, pourtant, ils vivent assez confortablement jusqu'à l'époque du George Spencer-Churchill (5e duc de Marlborough) (1766–1840), un dépensier qui épuise considérablement la fortune restante de la famille. Il est finalement contraint de vendre d'autres domaines familiaux, mais Blenheim est à l'abri car en entail. Cela ne l'empêche pas de vendre le Boccace des Marlborough pour seulement 875 £ et sa propre bibliothèque en plus de 4000 lots. À sa mort en 1840, sa prodigalité laisse le domaine et la famille devant des problèmes financiers.
Dans les années 1870, les Marlborough connaissent de graves difficultés financières et en 1875, John Spencer-Churchill (7e duc de Marlborough) vend Le mariage de Cupidon et Psyché, ainsi que les célèbres joyaux des Marlborough, aux enchères pour 10 000 £. Cela ne suffit pas à sauver la famille. En 1880, le 7e duc est contraint de demander au Parlement d'abolir l'entail sur le palais et son contenu. Cela est réalisé en vertu du Blenheim Settled Estates Act de 1880 ; la porte est maintenant ouverte à la dispersion de Blenheim et de son contenu .
La grande bibliothèque de Sunderland est la première victime, qui est vendue en 1882, comprenant des volumes tels que Les Épîtres d'Horace, imprimés à Caen en 1480, et les œuvres de Flavius Josèphe, imprimées à Vérone en 1648. Les 18 000 volumes rapportent près de 60 000 £. Les ventes continuent à vider le palais : le Retable Ansidei de Raphaël est vendue 70 000 £ ; le Portrait équestre de Charles Ier de Van Dyck, 17 500 £ ; et enfin, la pièce majeure de la collection, Hélène Fourment et son fils de Pierre Paul Rubens, qui avait été donnée par la ville de Bruxelles au 1er duc en 1704, est également vendue et se trouve maintenant au Metropolitan Museum of Art de New York,.
Ces sommes énormes selon les normes de l'époque ne parviennent pas à couvrir les dettes ; les frais d'entretien du grand palais restent au-delà des ressources des Marlborough. Ceux-ci ont toujours été « petits » par rapport à leur rang ducal et à la taille de leur maison. La dépression agricole britannique, qui débute dans les années 1870, aggrave les problèmes de la famille. Lorsque Charles Spencer-Churchill (9e duc de Marlborough) hérite en 1892, la terre génère des revenus décroissants.

### Charles Spencer-Churchill (9e duc de Marlborough)

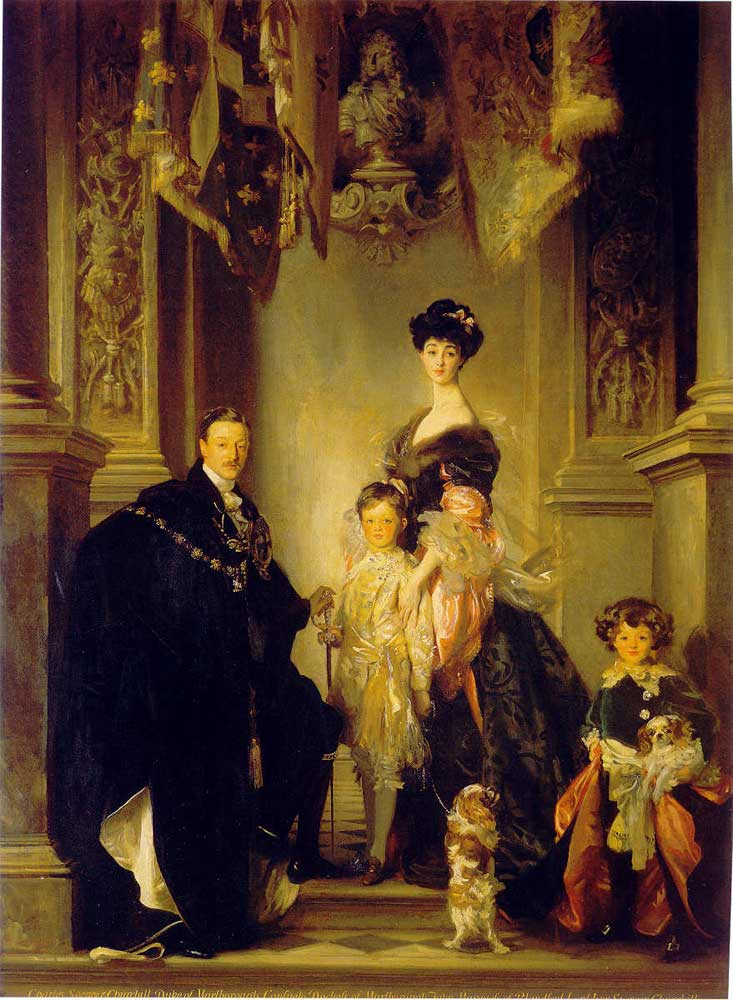
John Singer Sargent, Charles, 9e duc de Marlborough avec sa famille en 1905.

Charles Spencer-Churchill (9e duc de Marlborough) (1871–1934) peut être crédité d'avoir sauvé à la fois le palais et la famille. Héritant du duché en quasi-faillite en 1892, il est contraint de trouver une solution rapide et drastique aux problèmes. Empêché par les diktats sociaux stricts de gagner de l'argent de la société de la fin du XIXe siècle, il ne lui reste qu'une solution : il doit se marier pour s'enrichir. En novembre 1896, il épouse froidement et ouvertement sans amour l'héritière des chemins de fer américains Consuelo Vanderbilt,.
Le mariage est célébré après de longues négociations avec ses parents divorcés : sa mère, Alva Belmont, désespère de voir sa fille duchesse, et le père de la mariée, William Kissam Vanderbilt, en paie le privilège. Le prix final est de 2 500 000 $ (94,5 millions de dollars de 2025) en 50 000 actions du capital-actions de la Beech Creek Railway Company avec un dividende minimum de 4 % garanti par la New York Central Railroad. Le couple reçoit un revenu annuel supplémentaire de 100 000 $ (3,8 millions de dollars 2025) chacun à vie,.
Consuelo, adolescente, est enfermée dans sa chambre par sa mère jusqu'à ce qu'elle accepte le mariage. Le contrat de mariage est signé dans la sacristie de l'église Saint-Thomas de New York, immédiatement après que les vœux de mariage aient été prononcés. Dans la voiture quittant l'église, Marlborough dit à Consuelo qu'il aime une autre femme et qu'il ne reviendra jamais en Amérique, car il « méprise tout ce qui n'est pas britannique » ,.
Le renouveau de Blenheim commence lors de la lune de miel elle-même, avec le remplacement des joyaux de Marlborough. Des tapisseries, des peintures et des meubles sont achetés en Europe pour remplir le palais vidé. À leur retour, le duc en entreprend une restauration et une nouvelle décoration exhaustives. Les pièces à l'ouest du salon sont redécorées de Lambris dorées à l'imitation du château de Versailles. La rivalité subtile de Vanbrugh avec le grand palais de Louis XIV est désormais complètement ruinée, les intérieurs devenant de simples pastiches de ceux du grand palais.

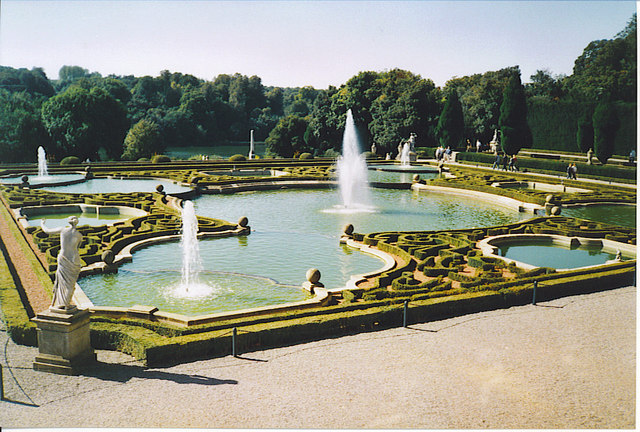
Terrasses d'eau du côté ouest du Palais, créées 1925-31 par Achille Duchêne.

Si cette nouvelle décoration n'est peut-être pas sans faute (et le duc l'a regretté plus tard), d'autres améliorations sont mieux accueillies. Un autre problème causé par la décoration est que les salles d'État et principales sont maintenant déplacées à l'étage, en faisant ainsi une enfilade de salons assez similaires et dénués de sens. Sur la terrasse ouest, le paysagiste français Achille Duchêne est engagé pour créer un jardin d'eau. Deux grandes fontaines dans le style du Bernin, modèles réduits de celles de la Piazza Navona qui avaient été présentées au 1er duc, sont installées sur une deuxième terrasse en contrebas.
Blenheim est à nouveau un lieu d'émerveillement et de prestige. Cependant, Consuelo est loin d'être heureuse ; elle note nombre de ses problèmes dans sa biographie cynique et souvent pas très honnête, The Glitter and the Gold (1952). En 1906, elle choque la société et quitte son mari. Ils divorcent en 1921. Elle épouse un Français, Jacques Balsan en 1921. Elle décède en 1964, après avoir vécu assez longtemps pour voir son fils devenir duc de Marlborough. Elle retourne fréquemment à Blenheim, la maison qu'elle a détestée et pourtant sauvée, un sacrifice involontaire.
Après son divorce, le duc se remarie avec une ancienne amie américaine de Consuelo, Gladys Marie Deacon, qui a des dispositions artistiques ; une de ses peintures reste sur le plafond du grand portique nord. Une terrasse inférieure est décorée de sphinx inspirés de Gladys et exécutés par W. Ward Willis en 1930. Avant son mariage, alors qu'il séjourne chez les Marlborough, elle provoque un incident diplomatique en incitant le jeune prince héritier Guillaume de Prusse à s'attacher à elle. Le prince lui offre une bague de famille, que les services diplomatiques des deux empires sont chargés de récupérer.
Après son mariage, Gladys a l'habitude de dîner avec le duc avec un revolver à côté de son assiette. Fatigué d'elle, le duc est temporairement contraint de fermer Blenheim et d'arrêter les commodités pour la chasser. Ils se séparent ensuite mais ne divorcent pas. Le duc meurt en 1934, sa veuve décède en 1977.
John Spencer-Churchill (1897-1972), son fils aîné, qui est aussi celui de Consuelo Vanderbilt, lui succède, qui après onze ans de veuvage, se remarie à l'âge de 74 ans avec (Frances) Laura Charteris, anciennement l'épouse du 2e vicomte Long et du 3e comte de Dudley, et petite-fille du 11e comte de Wemyss. Le mariage est de courte durée, le duc meurt six semaines plus tard, le 11 mars 1972. La duchesse endeuillée se plaint de « la morosité et l'inhospitalité de Blenheim » après sa mort et déménage rapidement. Dans son autobiographie, Laughter from a Cloud (1980), elle qualifie le palais de Blenheim de « The Dump » (« La Décharge »). Elle décède à Londres en 1990.
Pendant la guerre, le 10e duc accueille les garçons évacués du Malvern College. En septembre 1940, le Security Service (MI5) est autorisé à utiliser le palais comme base jusqu'à la fin de la guerre,.

## Architecture

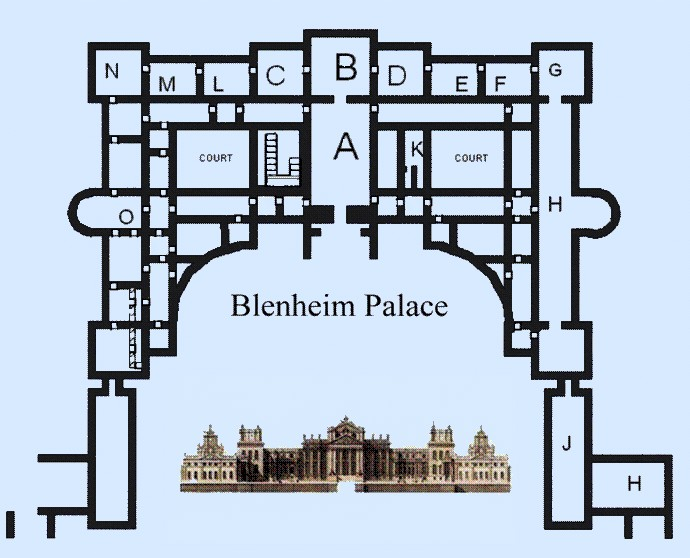
Plan sans échelle du piano nobile. Une enfilade de 9 salles d'apparat court le long de la façade sud du palais (marquée "N" à "G" en haut de la figure), hommage au savoir-faire des charpentiers qui ont installé les portes entre les pièces qu'une fois les clés retirées, il est possible de les parcourir toutes, d'un bout à l'autre de l'enfilade. Clé A : Hall ; B : Salon ; C : salle d'écriture verte ; L : salon rouge ; M : salon vert ; N : Grand Cabinet ; H : Bibliothèque ; J : colonnade couverte ; K : Salle de naissance de Sir Winston Churchill ; H2 : Chapelle ; O : Salle de la proue.

Vanbrugh conçut Blenheim en perspective, pour être vu à distance. C'est aussi une nécessité étant donné la grandeur du site (28 000 m2). De près, les façades peuvent paraître intimidantes avec leurs très nombreuses ornementations.
Le plan du corps de logis est un rectangle percé de deux cours qui ne servent guère plus que de puits de lumière. Les principales salles d'apparat se trouvent derrière la façade sud ; les appartements privés du duc et de la duchesse se trouvent à l'est ; à l'ouest sur toute la longueur de l'étage noble se trouve une longue galerie conçue à l'origine comme une galerie de tableaux, mais qui est maintenant la bibliothèque. Le corps de logis est relié à deux ailes de fonction s’articulant autour de cours carrées. Les cuisines, la buanderie et d'autres pièces à usage domestique s'ouvrent sur la cour est ; la cour ouest est adjacente à la chapelle, aux écuries et au manège couvert. Ces trois ensembles délimitent la « Great Court » (« Grande Cour ») destinée à impressionner le visiteur arrivant au palais. Les pilastres et les piliers abondent, tandis que des toits, ressemblant eux-mêmes à ceux d'une petite ville ; de grandes statues à la manière Renaissance de la basilique Saint-Pierre de Rome regardent le visiteur d'en haut, pour lui faire prendre conscience de son inconsistance. D'autres statues assorties, en guise de trophées martiaux, ornent les toits, notamment Britannia debout au sommet du fronton d'entrée devant deux captifs français enchaînés et couchés sculptés dans le style de Michel-Ange et le lion anglais dévorant le coq français, sur le toits inférieurs. Beaucoup d'entre eux sont par de maîtres tels que Grinling Gibbons.
La magnificence primant sur l'aspect pratique et le confort au XVIIIe siècle, Blenheim n'échappe pas à cette règle. Cette prédominance est d'autant plus importante que les dossiers de l'architecte montrent qu'il avait pour consigne de faire de la maison un monument national reflétant la puissance de l'Angleterre. Pour créer cet effet imposant, il choisit une forme sévère du baroque, avec d'imposantes masses de pierres, et se sert des ombres pour la décoration.
Le portique massif et énorme, situé à l'entrée nord, ressemble plus à celui d'un panthéon que d'une maison familiale. Vanbrugh aime employer ce qu'il appelle son « castel air » (« air de château »), qu'il obtient en plaçant une tour basse à chaque coin du bloc central et en couronnant les tours de vastes belvédères en pierre massive, ornés de curieux épis de faîtage pour masquer les cheminées. Ces tours, qui évoquent les pylônes d'un temple de l'Égypte antique, ajoutent encore à l'aspect héroïque et monumental du bâtiment.

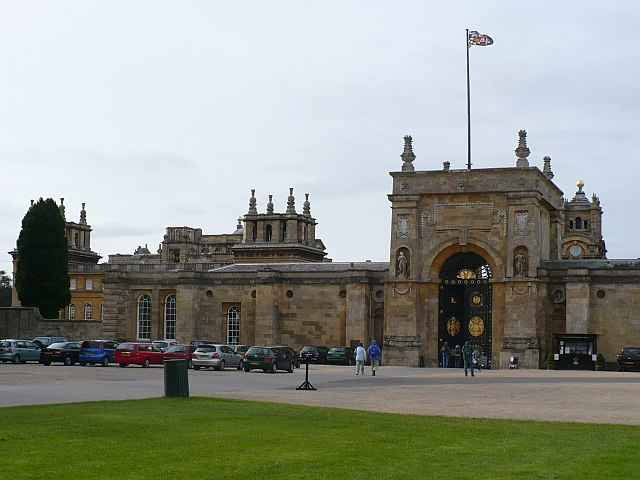
Porte est.

Il existe deux approches de la grande entrée du palais, l'une depuis la longue allée droite à travers des portes en fer forgé, directement dans la Grande Cour; l'autre, tout aussi sinon plus impressionnant, trahit la véritable vision de Vanbrugh : le palais comme bastion ou citadelle, véritable monument et demeure d'un grand guerrier. La grande porte est, un arc de triomphe monumental, de conception plus égyptienne que romaine, perce le mur-rideau urbain sans fenêtre. Une illusion d'optique a été créée en effilant ses murs pour créer une impression de hauteur encore plus grande. Confondant ceux qui accusent Vanbrugh d'impraticabilité, cette porte est aussi le château d'eau du palais. Par l'arche de la porte, on aperçoit à travers la cour une seconde porte également massive, celle sous la tour de l'horloge à travers laquelle on entrevoit la Grande Cour.
Cette vision du duc en tant qu'être omnipotent se reflète également dans la conception intérieure du palais, et même dans son axe avec certains attributs caractéristiques du parc. Il est prévu que lorsque le duc dîne en grande pompe à la place d'honneur dans le grand salon, il soit le point culminant d'une grande suite de masse architecturale le grandissant, un peu comme un proscenium. La célébration de sa vie victorieuse commence par la grande colonne de la victoire surmontée de sa statue et détaillant ses triomphes, suivie sur le grand axe par le pont épique de style romain planté d'arbres en position de troupes. Cette suite se poursuit à travers le grand portique dans le hall, son plafond peint par James Thornhill avec L'Apothéose du duc, puis sous un grand arc de triomphe, à travers l'énorme chambranle en marbre avec son effigie en marbre au-dessus, portant l'éloge ducal « Nor could Augustus better calm mankind » (« Auguste ne pouvait pas non plus mieux calmer l'humanité »), et dans le salon peint, la pièce la plus décorée du palais, où le duc devait trôner.
Le duc devait s'asseoir dos au grand buste en marbre de 30 tonnes de son ennemi vaincu Louis XIV, placé au-dessus du portique sud. Le roi vaincu y est forcé de manière humiliante de regarder de haut le grand parterre et le butin de son conquérant (un peu de la même manière que les têtes coupées étaient exposées des générations plus tôt). Le duc ne vit pas assez longtemps pour voir se réaliser cet hommage majestueux et s'asseoir sur le trône de cette vision architecturale. Le duc et la duchesse ont emménagé dans leurs appartements du côté est du palais, mais l'ensemble n'a été achevé qu'après sa mort.

### Chapelle du palais

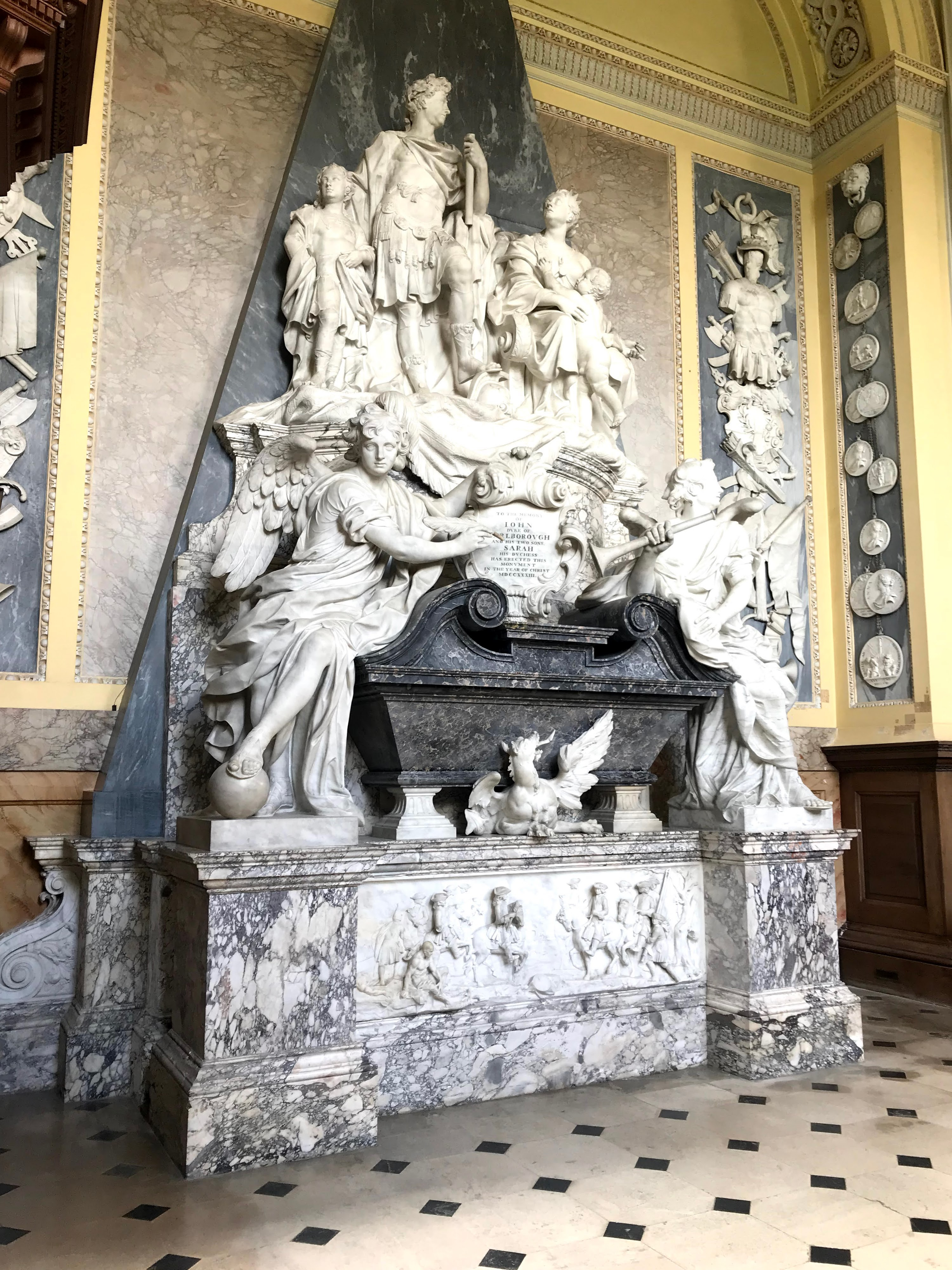
Tombeau du 1er duc de Marlborough conçu par William Kent et sculpté par John Michael Rysbrack 1733.

La chapelle du palais acquiert une importance encore plus grande après la mort du duc. La conception est modifiée par l'ami des Marlborough, le comte de Godolphin, qui place le maître-autel contre le mur ouest au mépris des conventions religieuses, permettant ainsi à l'élément dominant d'être la tombe et le sarcophage gigantesques du duc. Commandé par la duchesse en 1730, il est conçu par William Kent ; des statues du duc et de la duchesse représentées comme César et Césarine ornent le grand sarcophage. La duchesse fait représenter la reddition du maréchal de Tallard en bas-relief à la base du tombeau. Le cercueil du duc est ramené à Blenheim depuis son lieu de repos temporaire, l'abbaye de Westminster, à la mort de la duchesse douairière en 1744 ; le mari et la femme sont enterrés ensemble, la tombe érigée et achevée. Désormais Blenheim est devenu un panthéon et un mausolée. Les ducs successifs et leurs épouses sont également enterrés dans le caveau sous la chapelle. D'autres membres de la famille sont inhumés dans le cimetière paroissial de l'église Saint-Martin de Bladon, à quelques encablures du palais.

## Intérieur
La disposition intérieure des pièces du corps de logis central est définie par l'étiquette de la cour de l'époque. Les appartements d'apparat sont conçus comme une enfilade de pièces d'importance croissante et d'usage public, aboutissant à la pièce principale. Les plus grandes maisons, comme Blenheim, ont deux appartements d'État disposés en miroir. Le plus grand, le plus public et le plus important est le salon central (« B » sur le plan) qui sert de salle à manger commune. De part et d'autre du salon se trouvent des suites d'appartements d'apparat, diminuant en importance mais augmentant en intimité : la première pièce (« C ») est une salle d'audience pour recevoir des invités importants, la pièce suivante (« L ») un cabinet privé, la pièce suivante (« M ») la chambre de l'occupant de la suite, donc la plus intime. L'une des petites pièces entre la chambre et la cour intérieure est destinée à servir de garde-robe. Cet agencement se retrouve de l'autre côté du carré. Les appartements d'État sont destinés à être utilisés uniquement par les invités les plus importants, tels qu'un souverain en visite. Sur le côté gauche (est) du plan, de chaque côté de la bow room (« O »), se situent les suites du duc et de la duchesse eux-mêmes, avec une disposition plus petite mais presque identique des pièces. Ainsi, la bow room correspond exactement au salon, en termes d'importance, pour les deux suites plus petites.
Le palais de Blenheim est le lieu de naissance du célèbre descendant du 1er duc, Winston Churchill, dont la vie et l'époque sont commémorées par une exposition permanente dans la suite des pièces dans lesquelles il est né (« K »). Le palais de Blenheim a été conçu avec toutes ses pièces principales et secondaires sur le piano nobile, il n'y a donc pas de grand escalier d'État : quiconque en relevant n'aurait aucune raison de quitter le piano nobile. La série de marches de la grande cour qui mène au portique nord en constitue le grand escalier. Des escaliers de différentes tailles et grandeurs existent dans le corps de logis central, mais aucun n'est conçu à la même échelle de magnificence que le palais. James Thornhill a peint le plafond de la salle en 1716. Il représente Marlborough agenouillé devant Britannia et offrant une carte de la bataille de Blenheim. La salle a 67 pi (20,4216 m) de haut, remarquable principalement pour sa taille et pour ses sculptures en pierre de Grinling Gibbons, mais malgré sa taille immense, elle n'est qu'un vaste vestibule du salon.

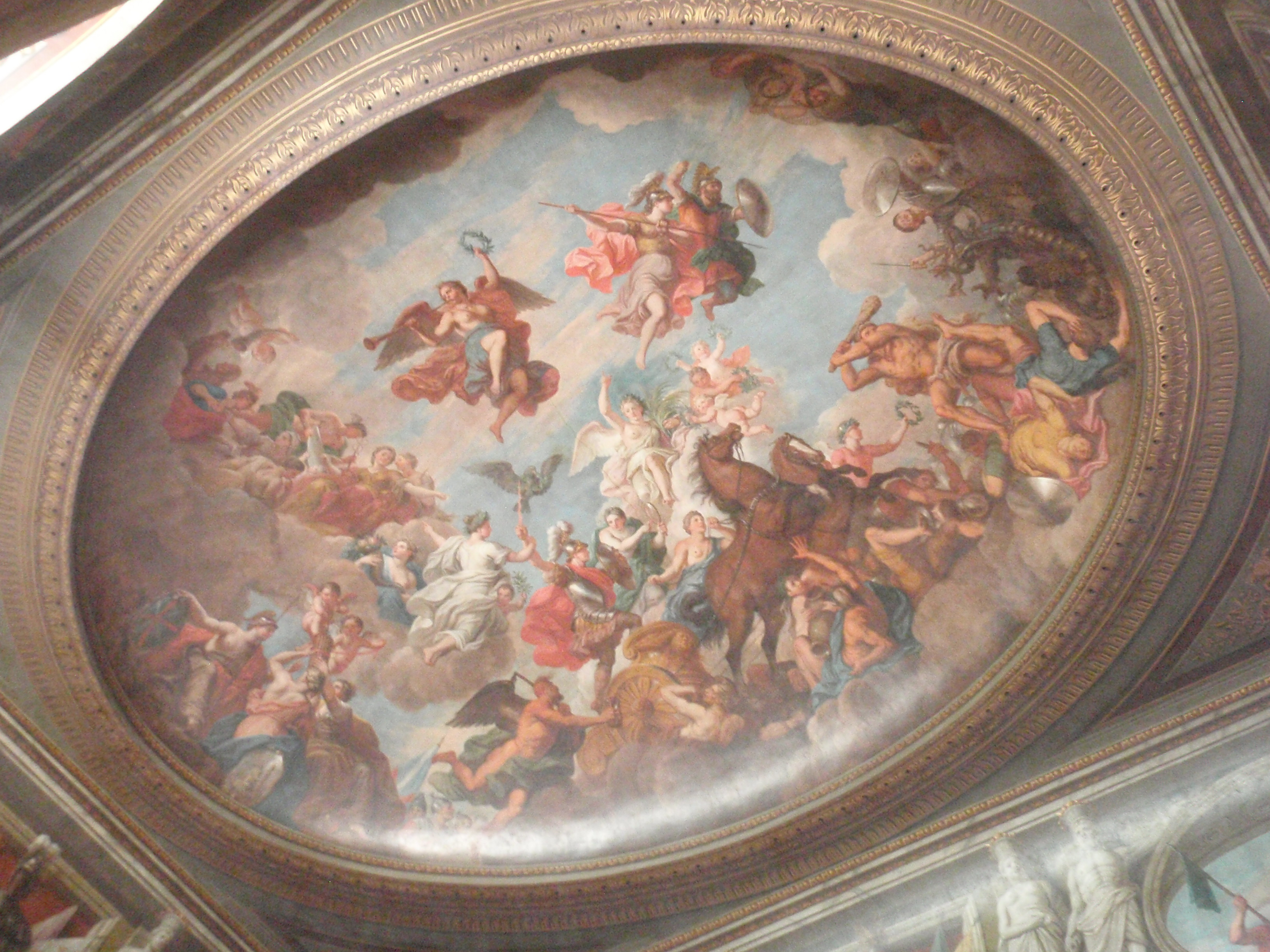
Louis Laguerre, Le triomphe du duc de Marlborough, plafond du salon, vers 1720.

Le salon devait également être peint par Thornhill, mais la duchesse le soupçonnait de surfacturation, la commande fut donc confiée à Louis Laguerre. Cette pièce est un exemple de peinture en trois dimensions, ou trompe-l'œil, une technique de peinture à la mode à l'époque. Les traités d'Utrecht étaient sur le point d'être signé, de sorte que tous les éléments du tableau représentent l'avènement de la paix. Le plafond en dôme est une représentation allégorique de la Paix : John Churchill est dans le char, il tient un foudre de guerre, et la femme qui retient son bras représente la Paix. Toutes les nations du monde qui se sont réunies pacifiquement figurent sur les murs. Laguerre a également inclus un autoportrait, se plaçant à côté de Dean Jones, aumônier du 1er duc, un autre ennemi de la duchesse, bien qu'elle l'ait toléré dans la maison car il savait bien jouer aux cartes. À droite de la porte menant à la première pièce d'État, Laguerre figure les espions français, dont on dit qu'ils ont de grandes oreilles et de grands yeux parce qu'ils sont peut-être encore en train d'espionner. Sur les quatre chambranles en marbre de la pièce affichant le cimier du duc en tant que prince du Saint-Empire romain germanique, un seul est de Gibbons, les trois autres ont été copiés  par les artisans moins chers de la duchesse et ne peuvent être attribués.
La longue bibliothèque conçue par Nicholas Hawksmoor en 1722-1725, (H), de 183 pi (55,7784 m) long, est la troisième salle remarquable, conçue comme une galerie de peintures. Le plafond a des dômes en forme de soucoupe, qui auraient dû être peints par Thornhill, si la duchesse ne l'avait pas contrarié. Le palais, et en particulier cette pièce, était meublé des nombreux objets précieux que le duc avait reçus ou mis sous séquestre comme butin de guerre, y compris une collection d'œuvres d'art. Réécrivant l'histoire dans son propre style indomptable, la duchesse a érigé une statue plus grande que nature de la reine Anne dans la bibliothèque, sa base gravant leur amitié.
De l'extrémité nord de la bibliothèque - dans laquelle se trouve le plus grand orgue à tuyaux privé d'Europe, construit par le grand facteur d'orgues anglais Henry Willis & Sons - on accède à la colonnade surélevée qui mène à la chapelle (« H »). La chapelle est parfaitement en symétrie sur le côté oriental du palais avec la cuisine voûtée. Cet équilibre symétrique et l'importance identique accordée à la nourriture spirituelle et physique fait sans aucun doute appel au sens de l'humour renommé de Vanbrugh, sinon à celui de la duchesse. L'éloignement de la cuisine même de la salle à manger privée (« O ») n'avait évidemment aucune signification, avoir des plats chauds ayant moins d'importance que d'éviter d'avoir à respirer l'odeur de la cuisine et à subir la proximité des domestiques.

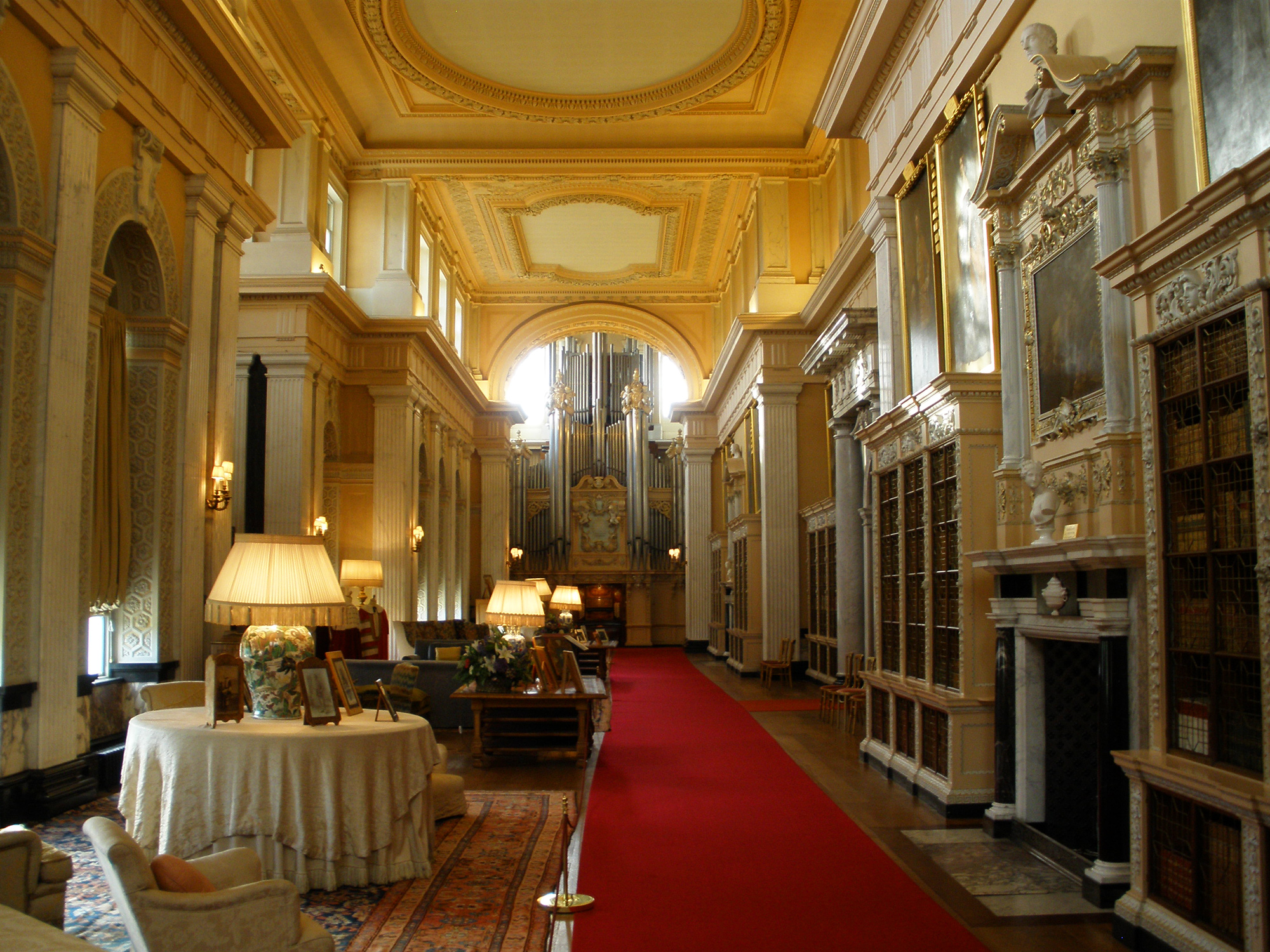
Bibliothèque de Nicholas Hawksmoor, 1722–1725, avec l'orgue à tuyaux à l'extrémité, 1890–1891.
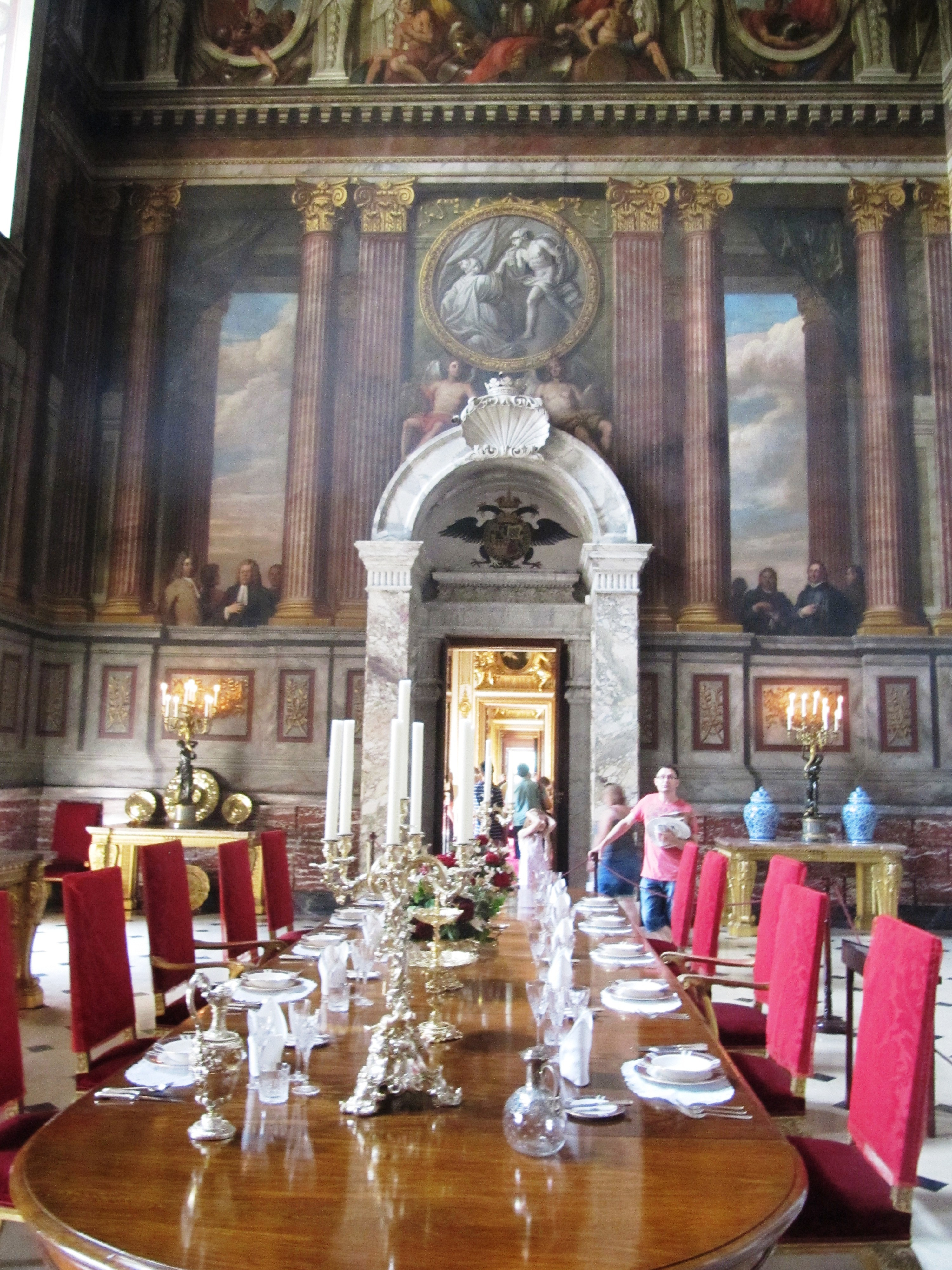
Salon avec des peintures murales de Louis Laguerre, vers 1720.
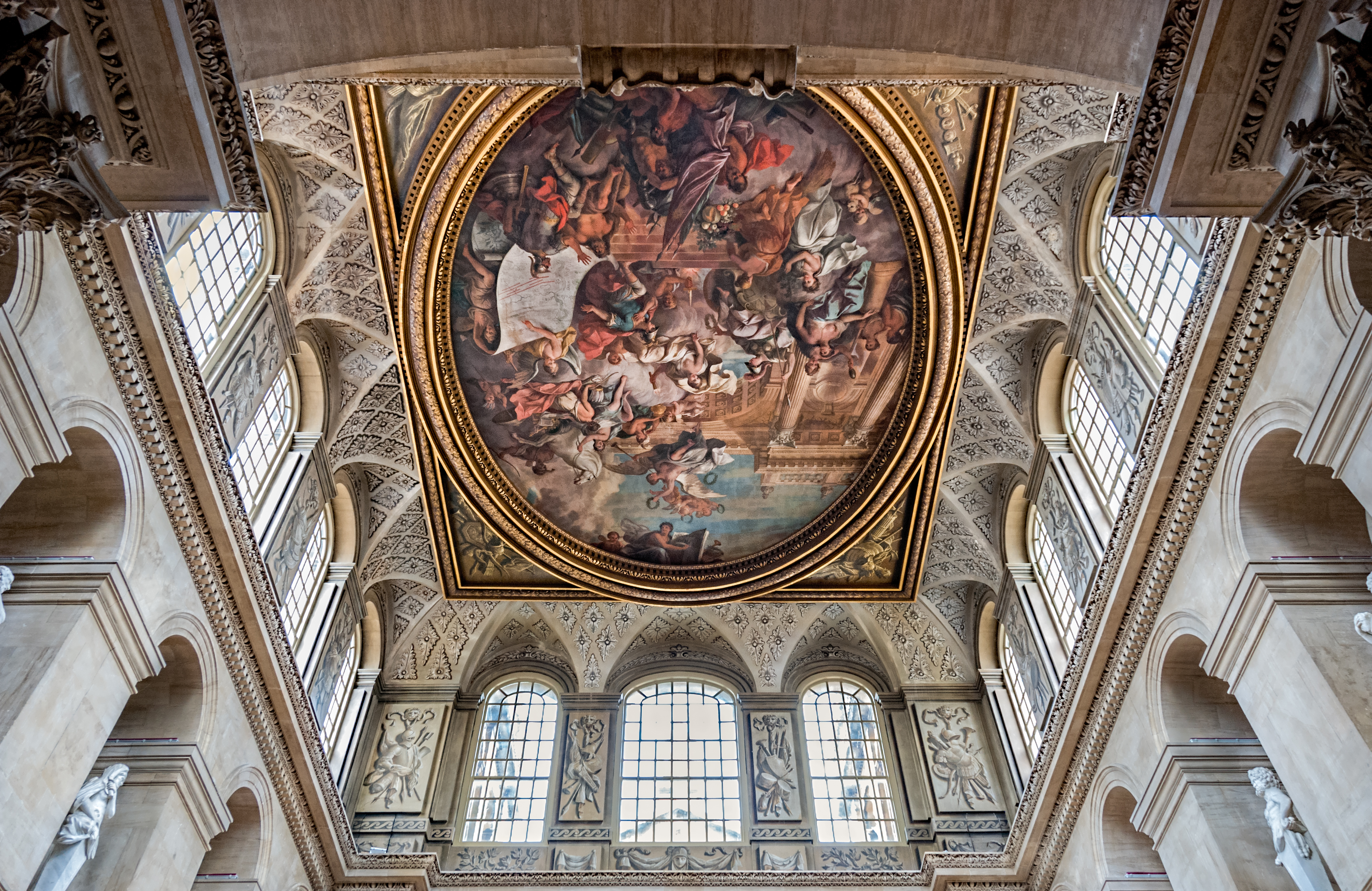
Plafond de la grande salle avec le duc de Marlborough présentant le plan de la bataille de Blenheim à Britannia, peint en 1716 par Sir James Thornhill.

## Orgues à tuyaux

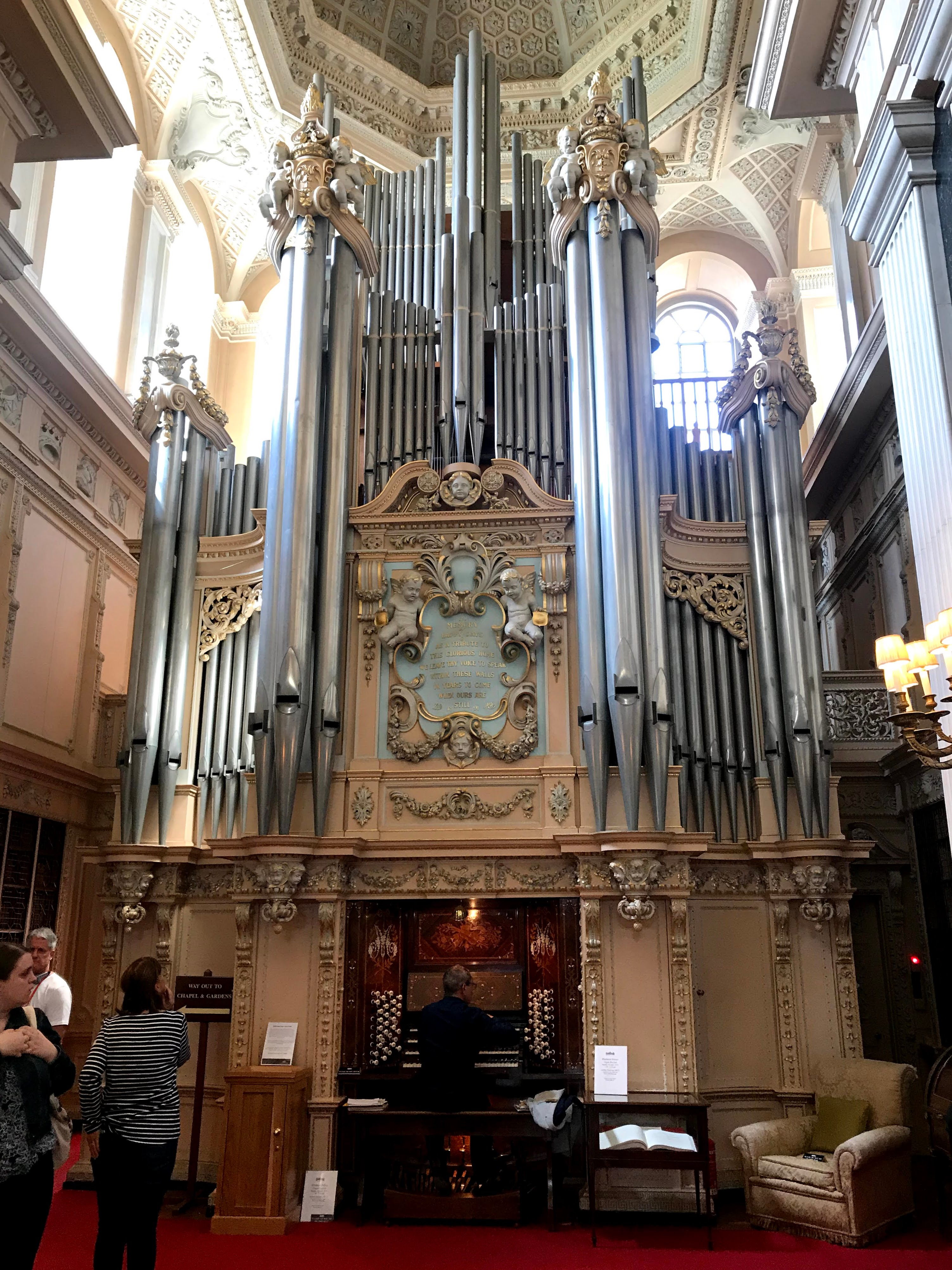
Orgue de la bibliothèque.

L'orgue de la Long Library (bibliothèque) a été construit en 1891 par la célèbre firme londonienne Henry Willis & Sons pour un coût de 3 669 £. Il a remplacé un ancien orgue construit en 1888 par Isaac Abbott de Leeds, qui a été transféré à l'église St Swithun de Hither Green. Installé à l'origine dans la baie centrale, dos aux terrasses, la firme  Norman & Beard de Norwich l'a déplacé à l'extrémité nord-ouest de la bibliothèque en 1902 et a fait quelques ajouts de tons puis, l'année suivante, l'a nettoyé. Aucune autre modification n'a été apportée jusqu'en 1930, lorsque la firme Willis a abaissé la tonalité au niveau de la tonalité de concert moderne : un lecteur automatique Welte a été ajouté en 1931, avec 70 rouleaux perforés par Marcel Dupré, Joseph Bonnet, Alfred Hollins, Edwin Lemare et Harry Goss-Custard, également fournis. Celui-ci est resté en usage pendant un certain temps: le duc de l'époque se serait souvent assis au banc d'orgue et aurait fait semblant de jouer de l'orgue à ses invités qui applaudissaient à la fin. Cette pratique aurait été interrompue brusquement lorsque le lecteur a commencé avant que le duc n'ait atteint l'orgue. Cet instrument célèbre est régulièrement entretenu et est joué par des organistes de passage tout au long de l'année, mais son état se dégrade : une campagne de financement a été lancée pour sa restauration complète.
L’orgue de la chapelle a été construit vers 1853 par Robert Postill, de York : il est remarquable car il constitue un exemple inaltéré rare de l’œuvre de ce facteur, s'exprimant hardiment et clairement dans une acoustique généreuse.

## Parc et jardins

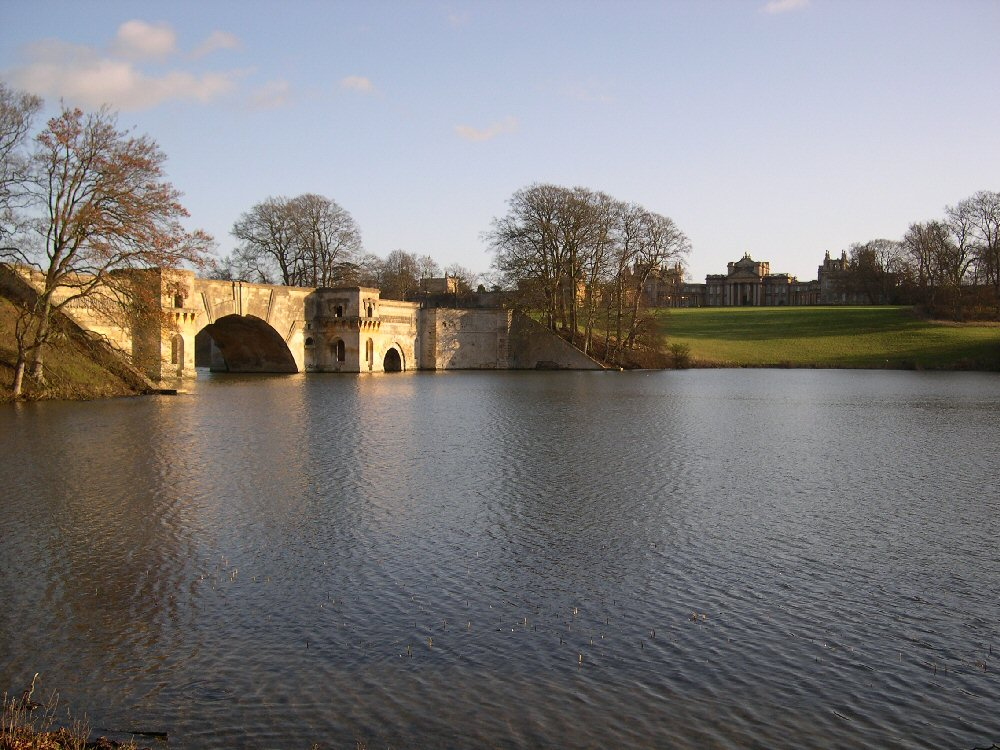
Le Grand Pont de Blenheim.

Blenheim se trouve au centre d'un grand parc vallonné, un exemple classique du mouvement et du style des jardins à l'anglaise. Lorsque Vanbrugh le découvre en 1704, il conçoit immédiatement un plan grandiose : la petite rivière Glyme coule à travers le parc, Vanbrugh imagine de faire traverser ce ruisseau marécageux par le « plus beau pont d'Europe ». Ainsi, ignorant une deuxième option proposée par Sir Christopher Wren, le marais est canalisé en trois petits ruisseaux en forme de canal à travers lequel s'élève un pont aux proportions énormes, si énormes qu'il contient environ 30 pièces. Alors que le pont est en effet une merveille étonnante, il semble incongru dans ce cadre, ce qui amène Alexander Pope à commenter: « les vairons, alors qu'ils passent sous cette vaste arche, murmurent, 'comment nous ressemblons à des baleines, grâce à votre Grâce.' ».
Horace Walpole le voit en 1760, peu avant les améliorations de Capability Brown : « le pont, comme les mendiants à la porte de la vieille duchesse, demande une goutte d'eau qui lui est refusé. » Le grand parterre, long de près d'un demi-mille et aussi large que la façade sud, est un autre projet de Vanbrugh. La Colonne de la Victoire, toujours dans le parc, est achevée après la mort du 1er duc. Elle mesure 134 pi (40,8432 m) de haut et termine une grande avenue d'ormes menant au palais, qui ont été plantés dans les positions des troupes de Marlborough à la bataille de Blenheim. Vanbrugh voulait qu'un obélisque marque l'emplacement de l'ancien manoir royal, et les rendez-vous galants d'Henri II qui s'y sont déroulés, faisant remarquer à la 1ère duchesse: « S'il y avait des obélisques à faire de tout ce que nos rois ont fait de ce genre, le pays serait empli de choses très bizarres » ( sic ). L'obélisque n'a jamais été réalisé.
Après la mort du 1er duc, la duchesse concentre son énergie sur l'achèvement du palais lui-même ; le parc reste relativement inchangé jusqu'à l'arrivée de Capability Brown en 1764. Le 4e duc emploie Brown qui commence immédiatement par un projet de jardin à l'anglaise pour naturaliser et améliorer le paysage, avec des plantations d'arbres et des ondulations artificielles. Cependant, l'élément auquel il est à jamais associé est le lac, une immense étendue d'eau créée par le barrage de la rivière Glyme et ornée d'une série de cascades où la rivière entre et sort. Le lac était rétréci à la pointe du grand pont de Vanbrugh, mais les trois petits ruisseaux en forme de canal qui coulaient en dessous étaient complètement absorbés par un tronçon en forme de rivière. La grande réussite de Brown à ce niveau a été d'inonder et de submerger sous le niveau de l'eau les étages inférieurs et les pièces du pont lui-même, réduisant ainsi sa hauteur incongrue et réalisant ce qui est considéré par beaucoup comme la quintessence d'un paysage anglais. Brown gazonne le grand parterre et la grande cour. Ce dernier a été repavé par Achille Duchêne au début du XXe siècle. Le 5e duc est responsable de plusieurs autres fabriques de jardin.
Sir William Chambers, assisté de John Yenn, est l'architecte de la petite maison d'été connue sous le nom de « Temple de Diane » au bord du lac, où, en 1908, Winston Churchill a fait sa demande en mariage à sa future épouse.
Le vaste parc paysager, les bois et les jardins à la française de Blenheim sont classés Grade I dans le registre des parcs et jardins historiques. Le parc de Blenheim est un site d'intérêt scientifique particulier.

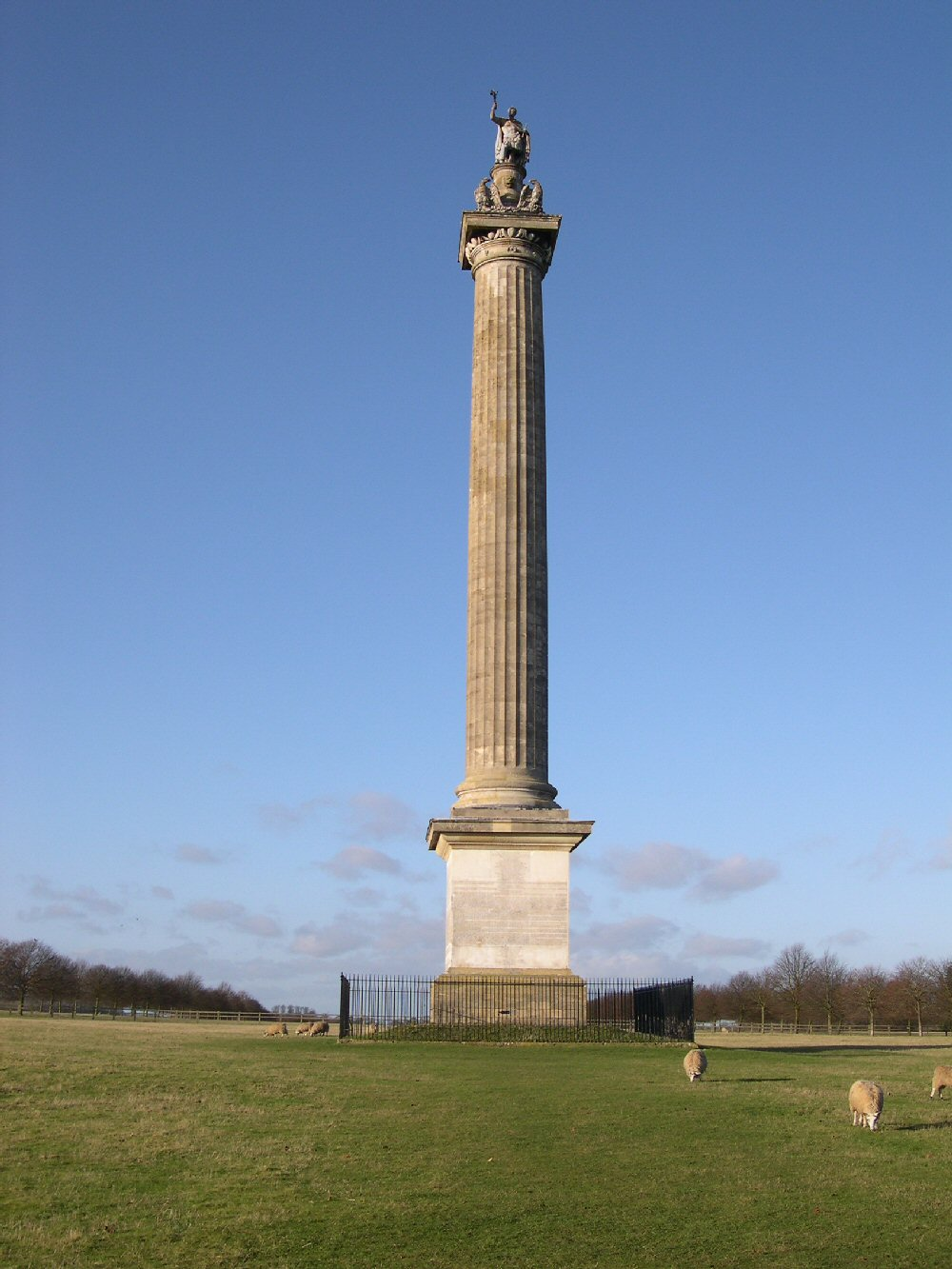
Colonne de la victoire, 1727-1730.
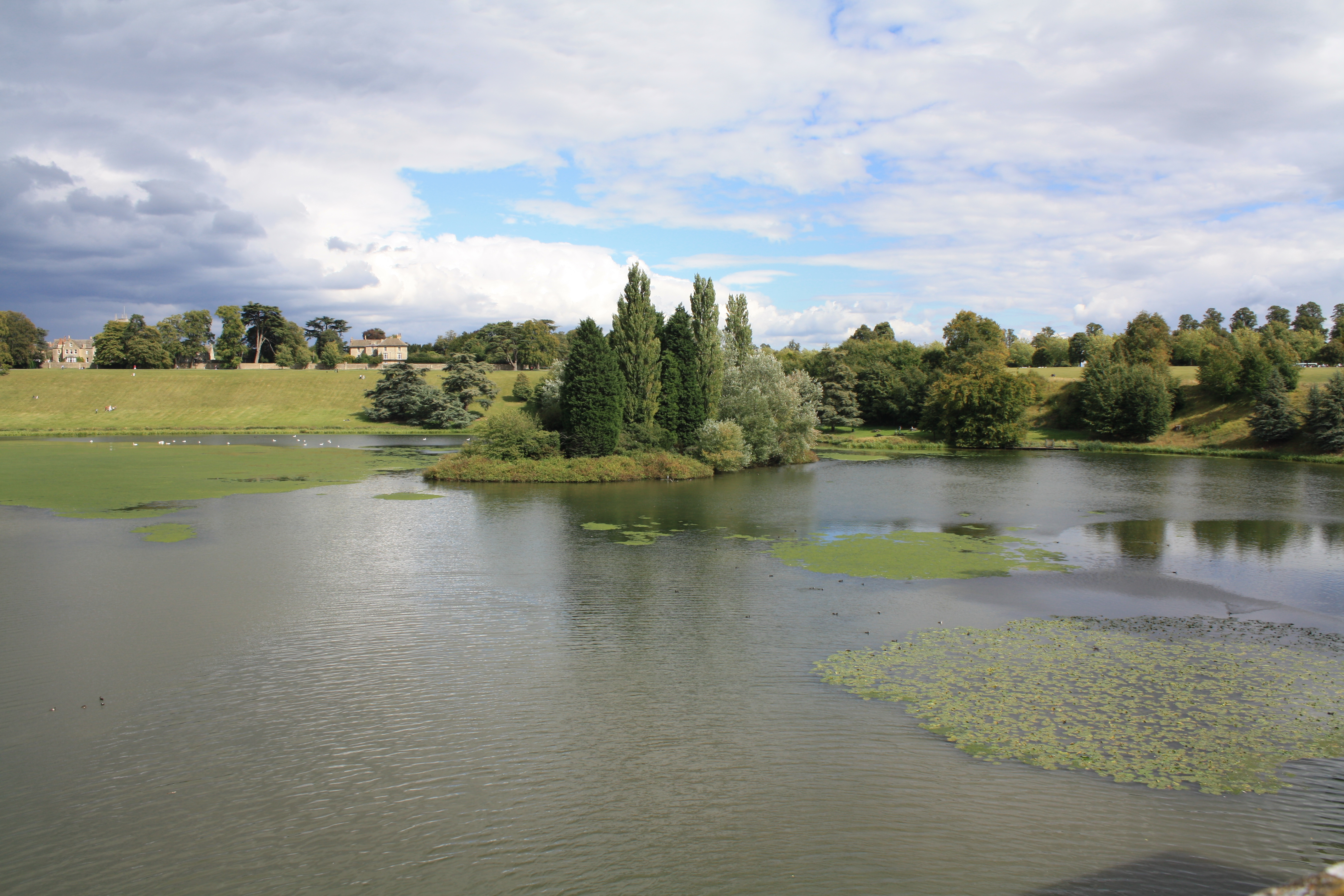
Le Grand Lac, deCapability Brown, v. 1764–1774.
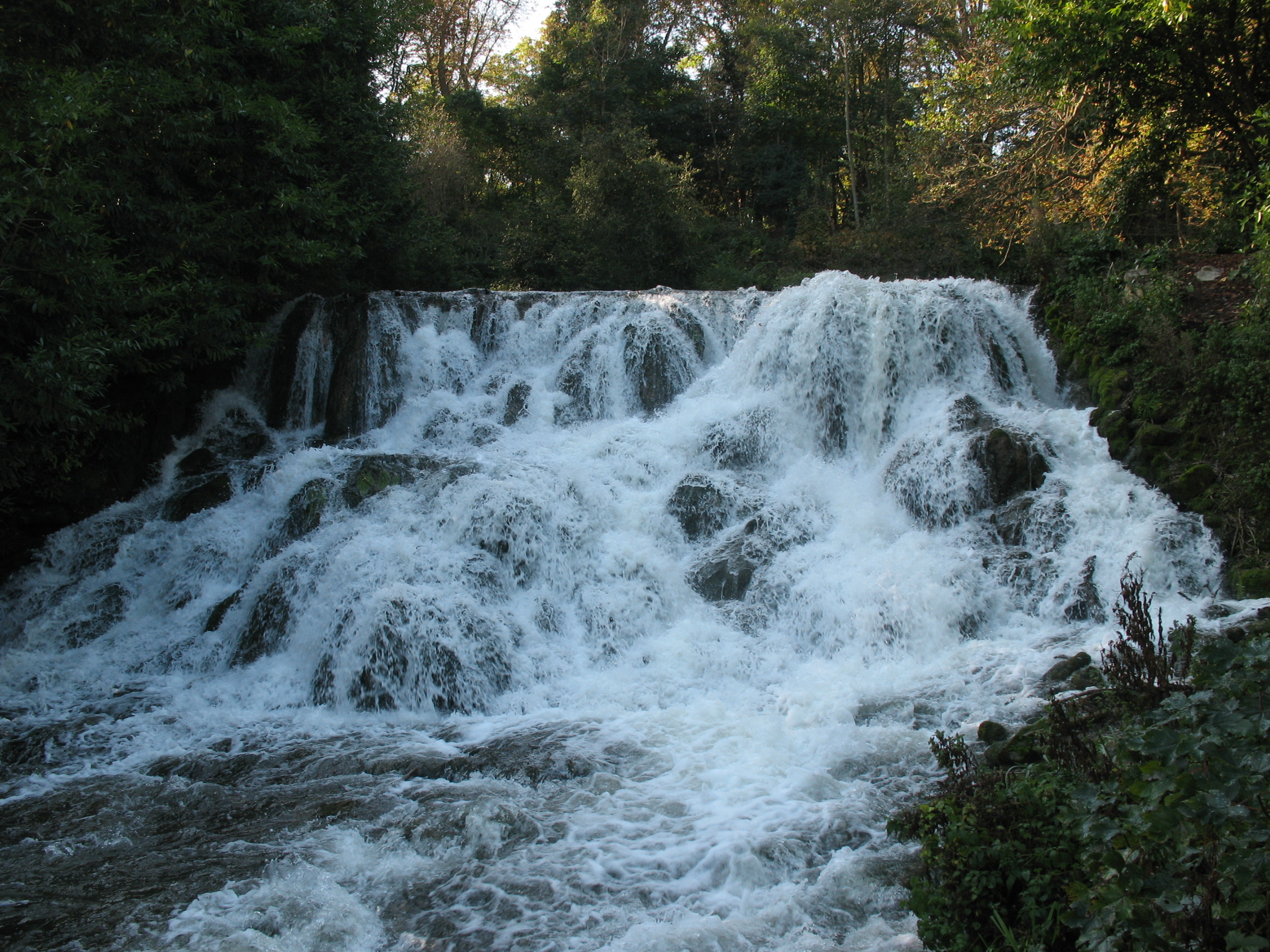
Cascade.

## Le palais aujourd'hui

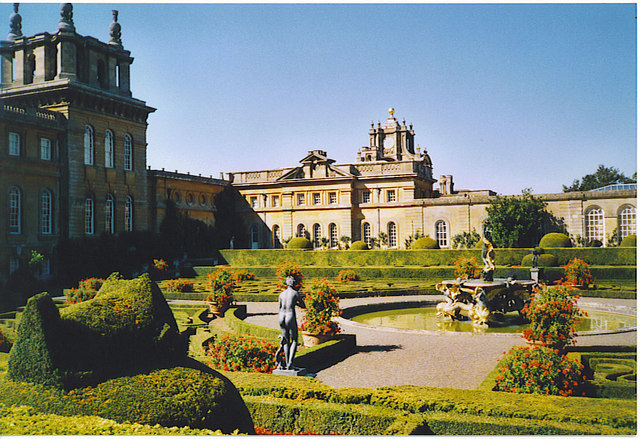
Jardin à l'italienne.

Le palais reste la demeure des ducs de Marlborough, le titulaire actuel du titre étant James Spencer-Churchill qui a succédé au duché à la mort de son père John Spencer-Churchill (1926-2014) le 16 octobre 2014. Depuis octobre 2016, les Marlborough doivent encore offrir une copie du drapeau royal français au monarque à l'occasion de l'anniversaire de la bataille de Blenheim en tant que loyer pour le terrain sur lequel se dresse le palais de Blenheim.
Le palais, le parc et les jardins sont ouverts au public moyennant le paiement d'un droit d'entrée (maximum GB£32 en 2022). Les jardins à la française, le labyrinthe de Marlborough et la maison des papillons constituent des attractions touristiques séparées du palais. Le palais est relié au jardin clos par un chemin de fer miniature, le Blenheim Park Railway. Le public a accès gratuitement à environ cinq milles (8 km) de voies à travers le Great Park, qui sont accessibles depuis Old Woodstock et l'Oxfordshire Way, à proximité de la Colonne de la Victoire.
Lord Edward Spencer-Churchill, le frère de l'actuel duc, a souhaité proposer un programme d'art contemporain dans le cadre historique du palais où il a passé son enfance. Il a fondé la Blenheim Art Foundation (BAF), une organisation à but non lucratif, pour présenter des expositions d'art contemporain à grande échelle. La BAF a été lancée le 1er octobre 2014 avec la plus grande exposition jamais organisée au Royaume-Uni par Ai Weiwei. La fondation a été conçue pour permettre à un grand nombre de personnes d'accéder à des artistes contemporains innovants travaillant dans le cadre de ce palais historique. En septembre 2019, à l'occasion de l'ouverture du spectacle « Victory is not an option » (« La victoire n'est pas une option ») de Maurizio Cattelan, le palais a été le théâtre d'une attaque à main armée : des voleurs inconnus sont entrés dans le palais la nuit, juste après l'ouverture du spectacle, et ont volé une toilette dorée, d'une valeur de 5 millions de dollars, qui avait été installée par l'artiste dans l'une des salles de bains.

## Œuvres conservées à Blenheim Palace
- Portrait de Mary, Lady Killigrew et d'une femme inconnue, par Antoine van Dyck (1638, huile sur toile, 127 × 145 cm), Collection du duc de Marlborough[62]
- Le Duc et la Duchesse de Marlborough et leurs deux fils, par John Singer Sargent, 1905
- Portrait de Gladys Deacon par Giovanni Boldini, 1916.

## Blenheim au cinéma et télévision
Le palais de Blenheim est un lieu de tournage fréquent. Une enquête en 2021 a noté 71 apparitions au cinéma et à la télévision, plus que pour tout autre château anglais. Le site propose une visite des différents lieux de tournage,.

### Films et séries
Les films et séries télévisées suivants ont des scènes tournées au château ou dans son parc : 
- 1975 : Barry Lyndon
- 1981 : La Folle Histoire du monde
- 1984 : Greystoke, la légende de Tarzan
- 1991 : King Ralph
- 1992 : Orlando
- 1996 : Hamlet
- 1998 : Chapeau melon et bottes de cuir
- 1999 : Haute Voltige
- 2001 : La Famille indienne
- 2002 : Frères du désert
- 2004 : Rochester, le dernier des libertins
- 2007 : Harry Potter et l'Ordre du phénix
- 2008 : Crimes à Oxford
- 2009 : Victoria : Les Jeunes Années d'une reine
- 2010 : Les Voyages de Gulliver
- 2015 : Mission impossible : Rogue Nation
- 2015 : 007 Spectre
- 2015-... : The Royals
- 2017 : Transformers: The Last Knight
- 2023 : La Reine Charlotte : Un chapitre Bridgerton

### Documentaires
- 2016 : Émission Secrets d'Histoire intitulée Churchill, le lion au cœur tendre et diffusée le 23 août 2016 sur France 2[66]